# Водоспад Малецун'яне
Водоспад Малецун'яне (англ. Maletsunyane Falls) — водоспад висотою 192 метри в Південній Африці, Лесото.[недоступне посилання] Водоспад розташований поблизу містечка Семенконг.